# Metaphaena hilaris
Metaphaena hilaris är en insektsart som först beskrevs av Carl Eduard Adolph Gerstäcker 1895. 
Metaphaena hilaris ingår i släktet Metaphaena och familjen lyktstritar. Inga underarter finns listade i Catalogue of Life.